# MitoMania. Storie ritrovate di uomini ed eroi
L'exposition MitoMania. Storie ritrovate di uomini ed eroi a eu lieu au Musée archéologique national de Tarente du 10 avril au 10 novembre 2019. L'exposition est organisée autour d'une série de vases figurés rapatriés depuis les États-Unis au début des années 2000 à la suite des enquêtes des Carabiniers de la brigade de protection du patrimoine culturel. Leurs travaux ont démontré que ces vases sont issus de fouilles clandestines ayant eu lieu dans la région des Pouilles. 

## Contenu de l'exposition
L'exposition a pour objectifs de sensibiliser les publics à la question de la protection du patrimoine et de présenter ces objets, dont certains sont attribués aux plus importants maîtres de la céramique italiote, les deux axes étant liées par la question des productions et du contexte archéologique, perdu, des objets exposés. La salle est divisée en trois sections, consacrées respectivement à l'idéologie funéraire et aux concepts eschatologiques reflétés dans les scènes figurées des vases, à la relation entre iconographie mythique et théâtre antique et à l'activité de protection menée par les Carabiniers.
Quatorze objets ont été réunis au sein de l'exposition Mitomania, dont deux sont installés au sein des collections du musée de manière pérenne. Outre treize originaux, un faux d'époque moderne est exposé. L'exposition a fait l'objet d'un atelier contributif qui a permis de mettre en ligne sur Wikimedia Commons des photographies de l'intégralité des objets exposés.

Catalogue des objets exposés :
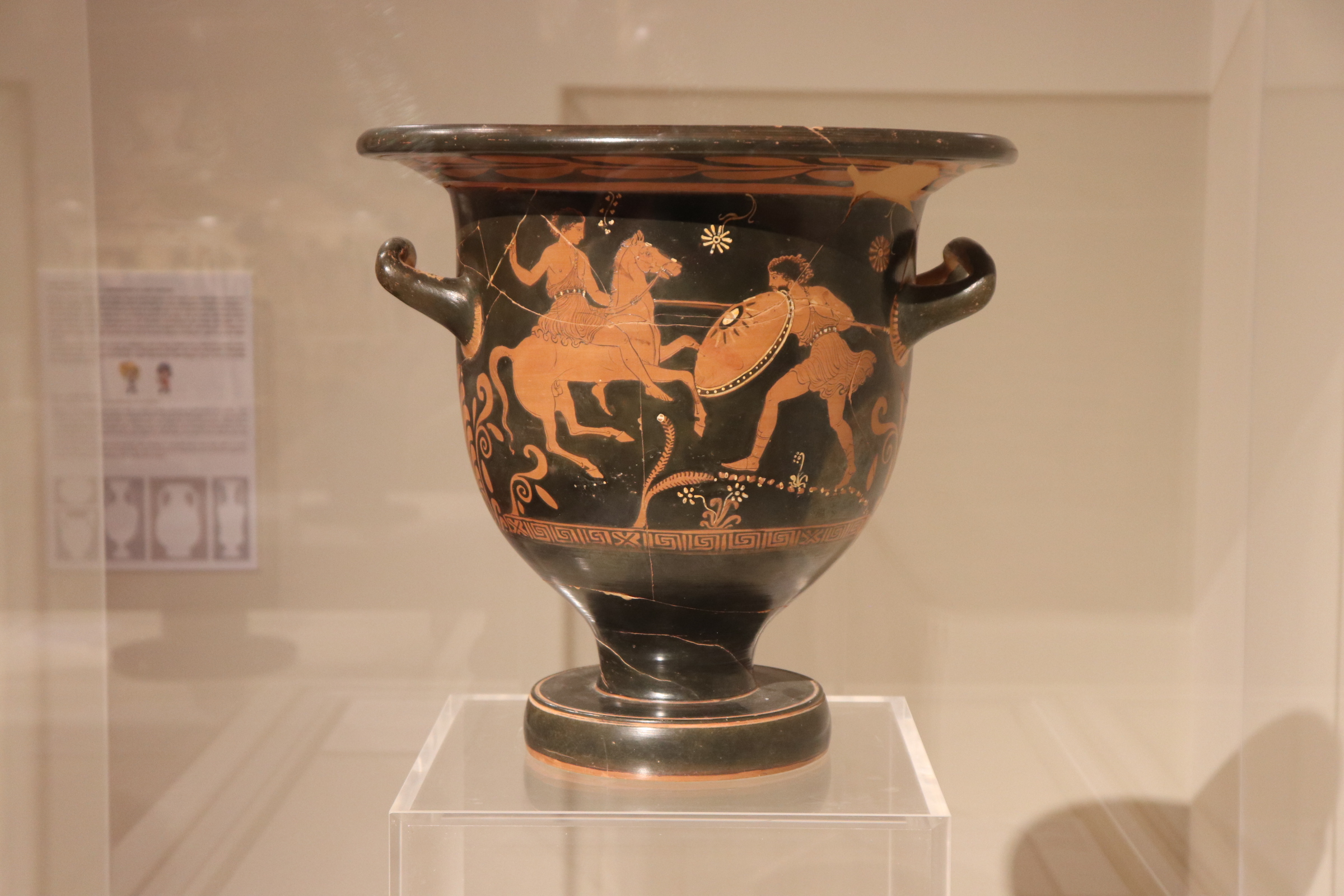
Cat. 1. Cratère en cloche avec Achille et Troilos
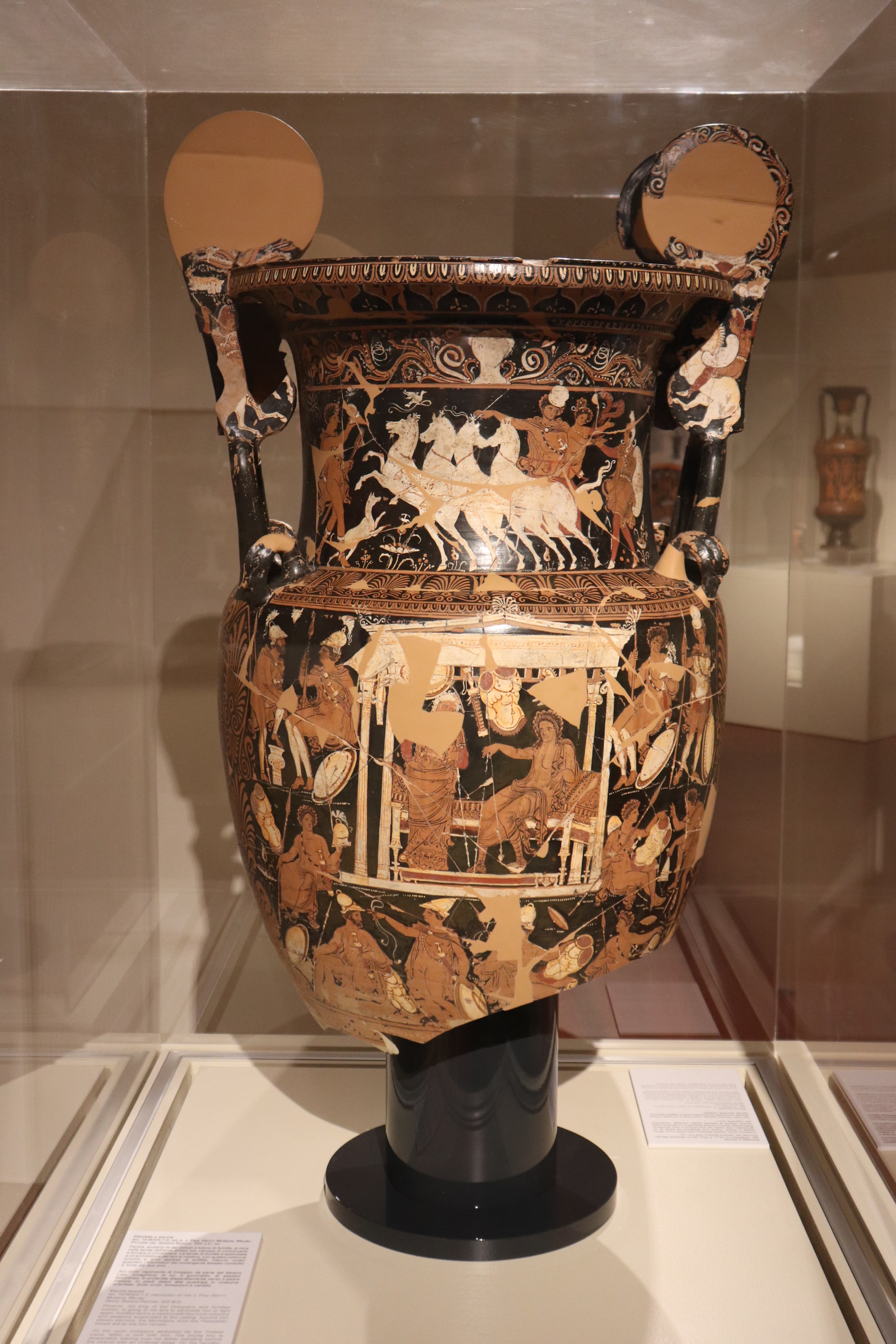
Cat. 2 - Cratère à volutes avec Achille et Phénix
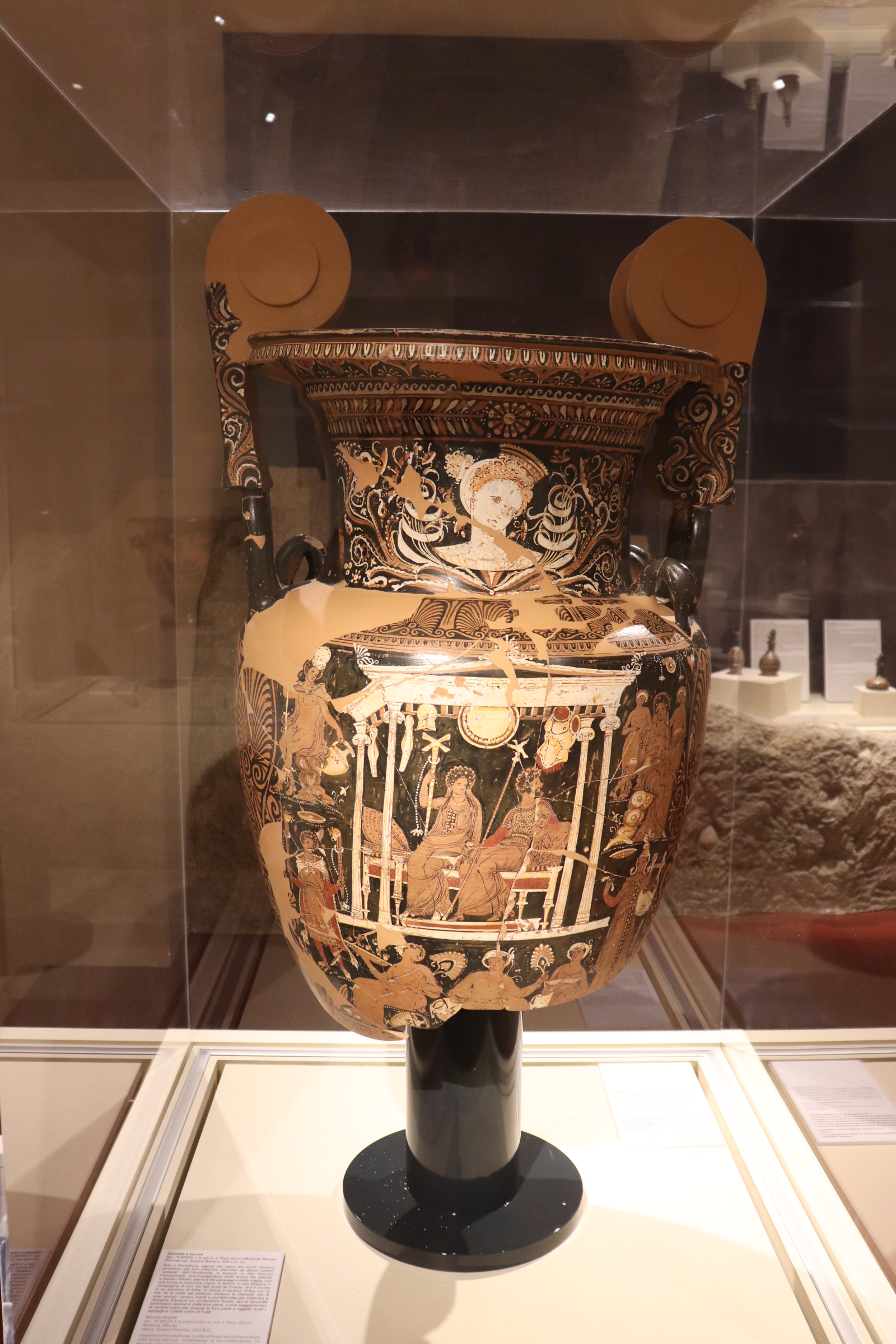
Cat. 3 - Cratère à volutes avec scène des Enfers
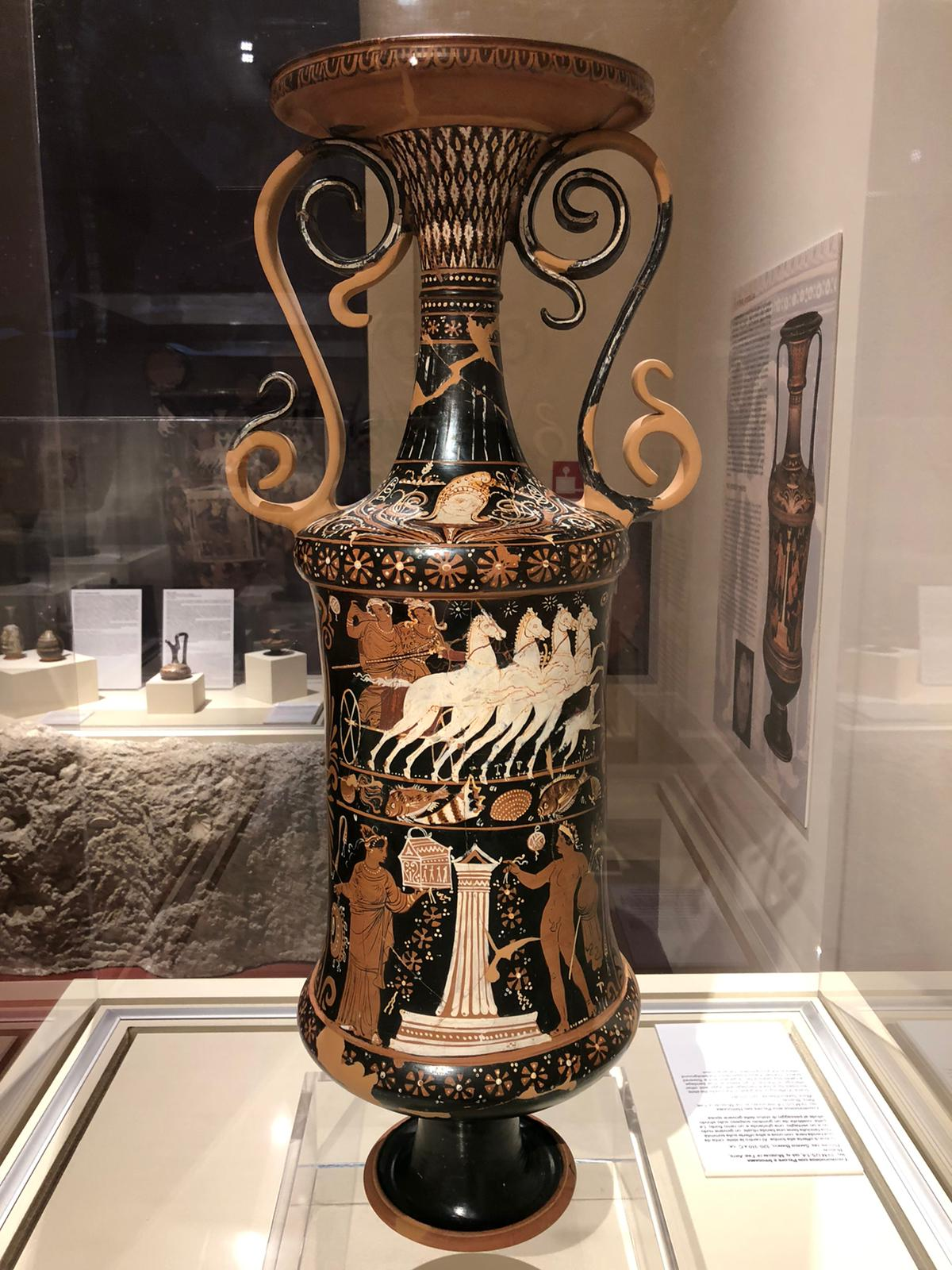
Cat. 4 - Loutrophore avec Pélops et Hippodamie
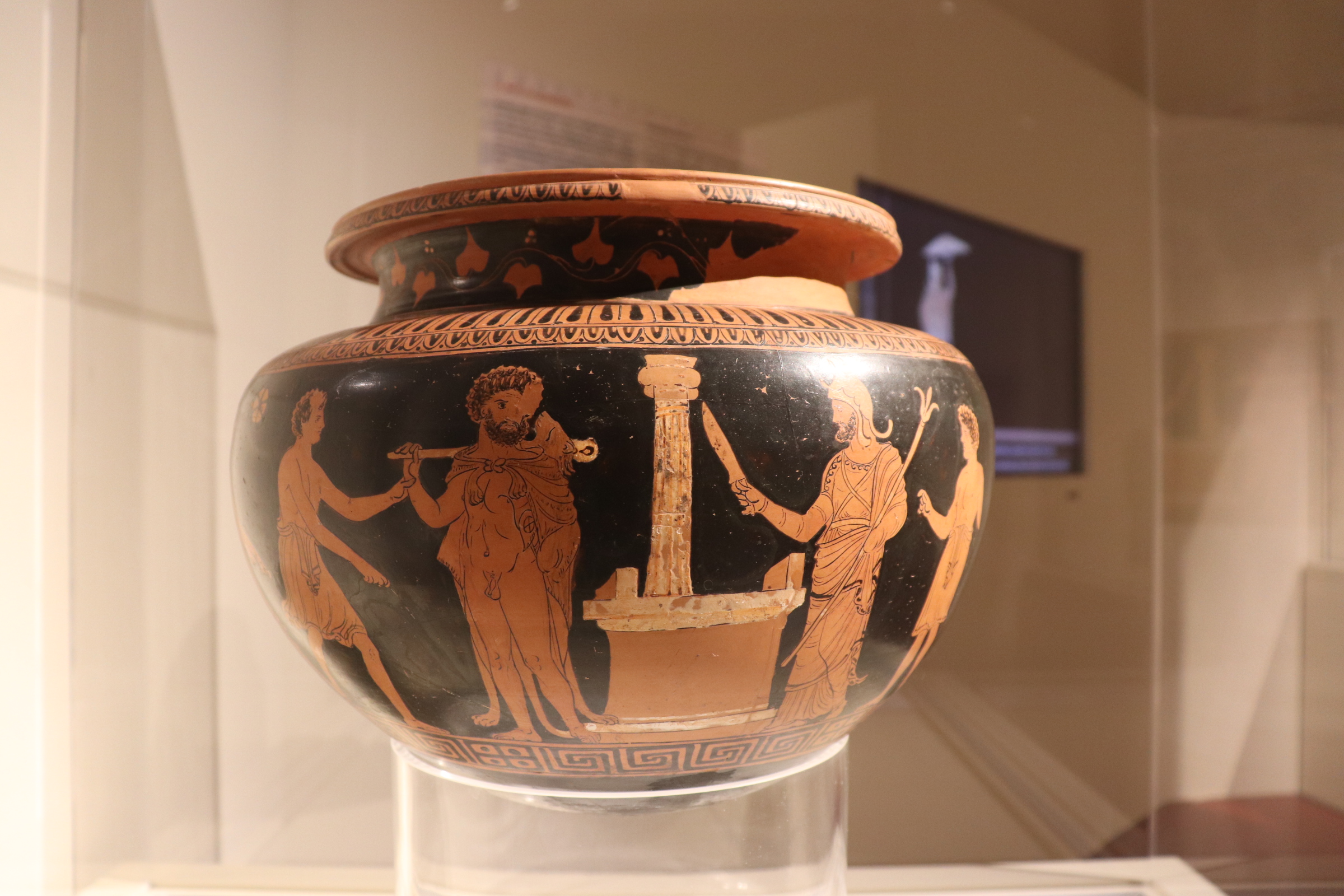
Cat. 5 - Dinos avec le mythe de Busiris
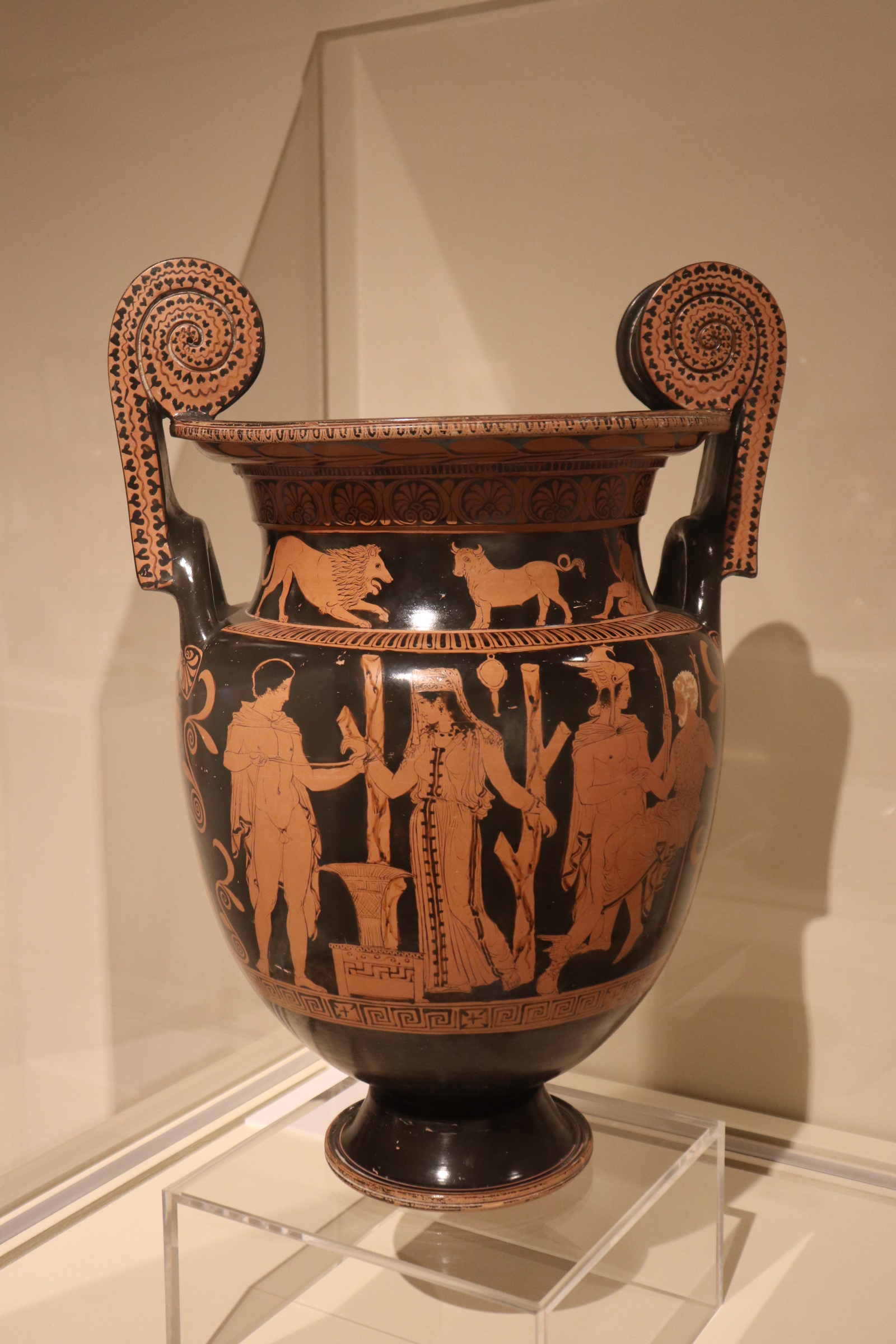
Cat. 6 - Cratère à volutes avec la libération d'Andromède
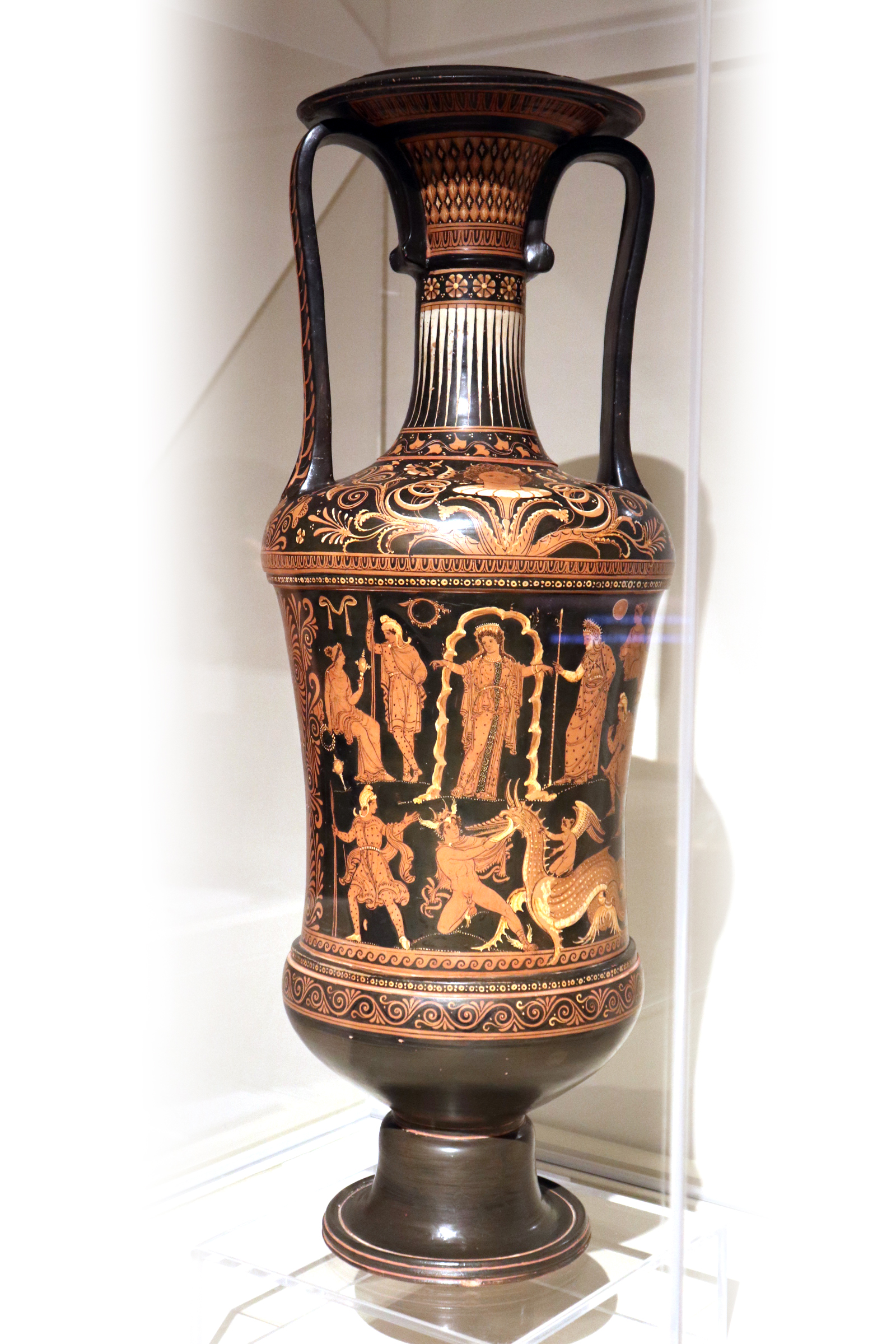
Cat. 7 - Loutrophore avec la libération d'Andromède
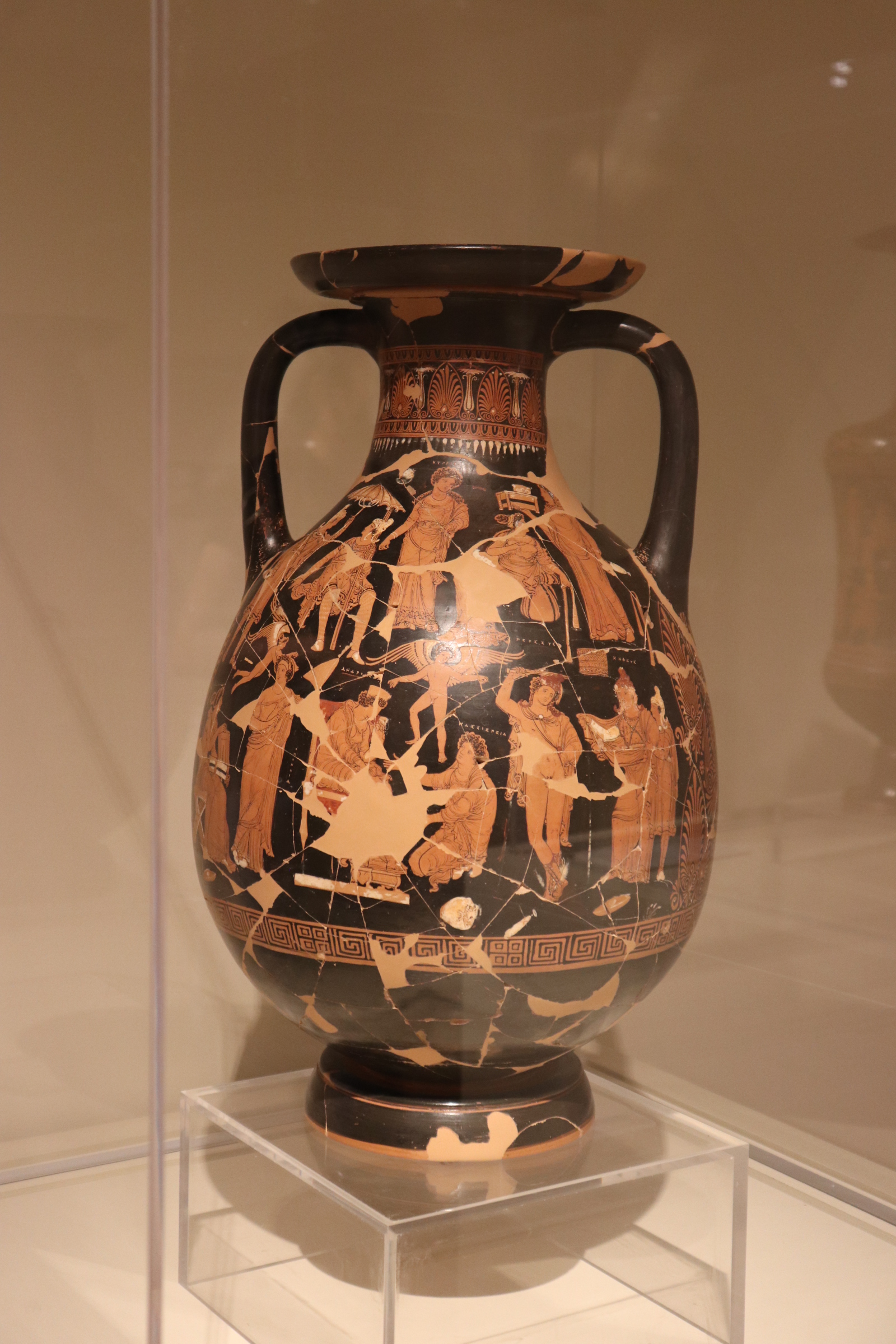
Cat. 8 - Peliké avec la libération d'Andromède
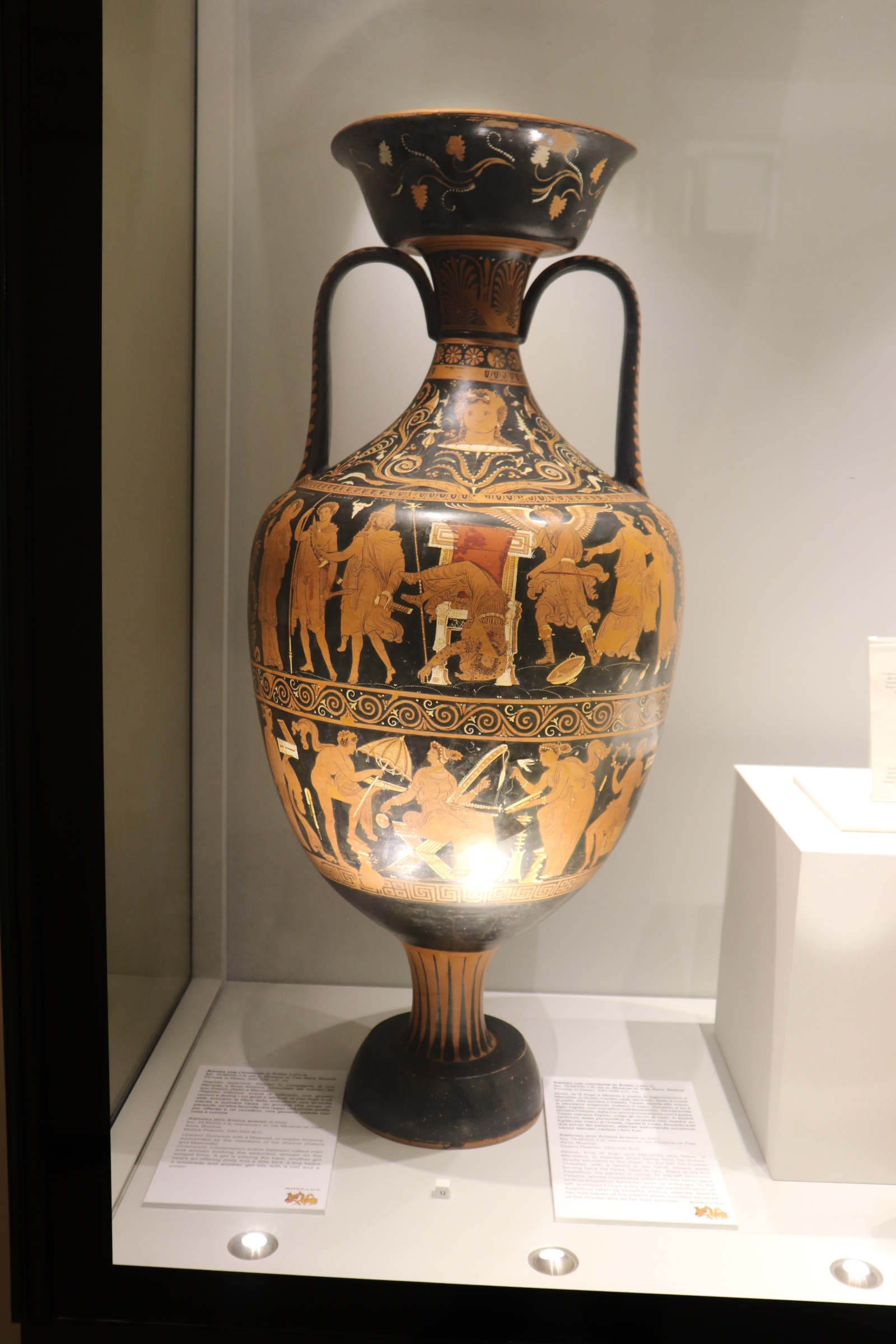
Cat. 9 - Amphore avec le meurtre d'Atrée
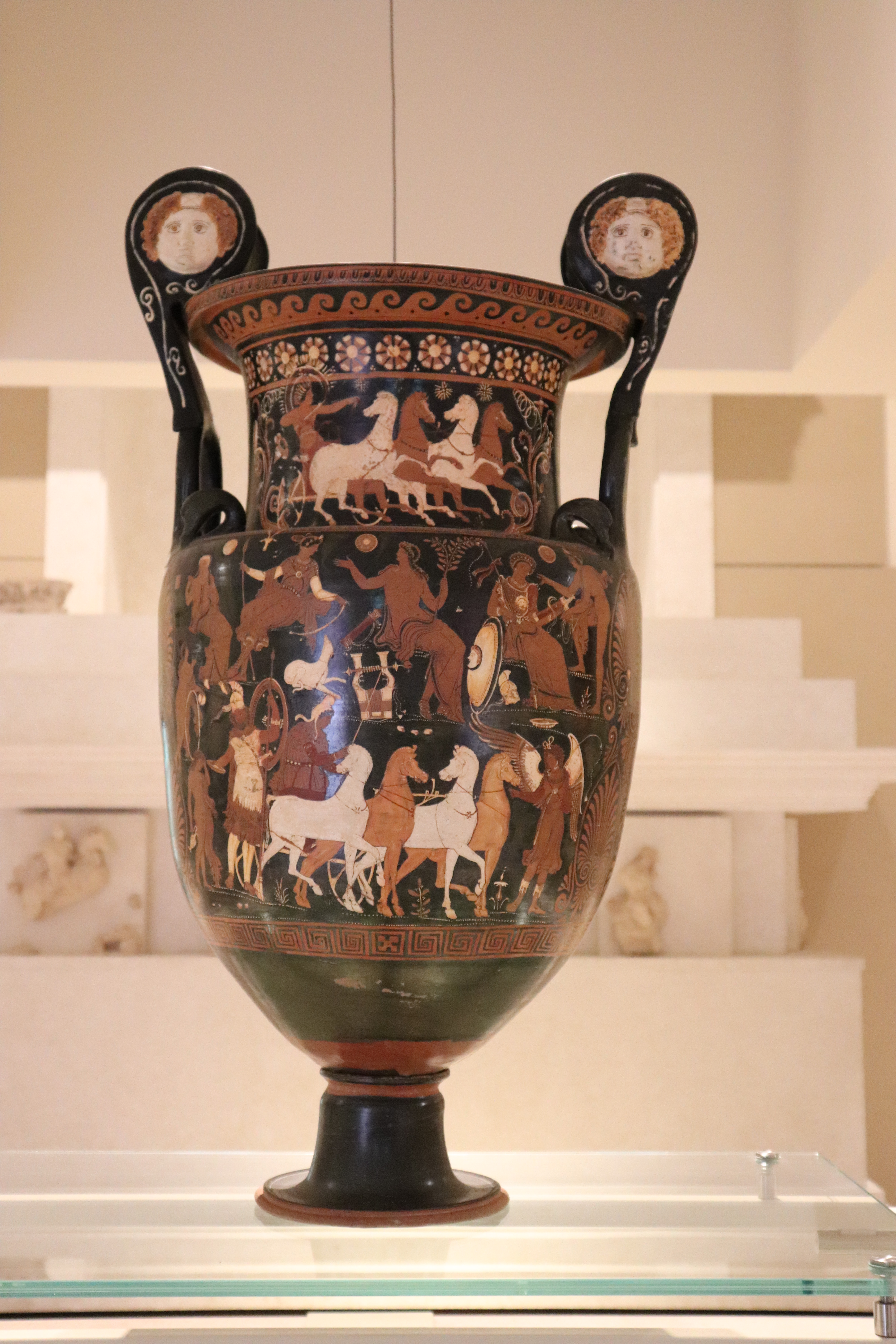
Cat. 10 - Cratère avec le départ d'Amphiaraos
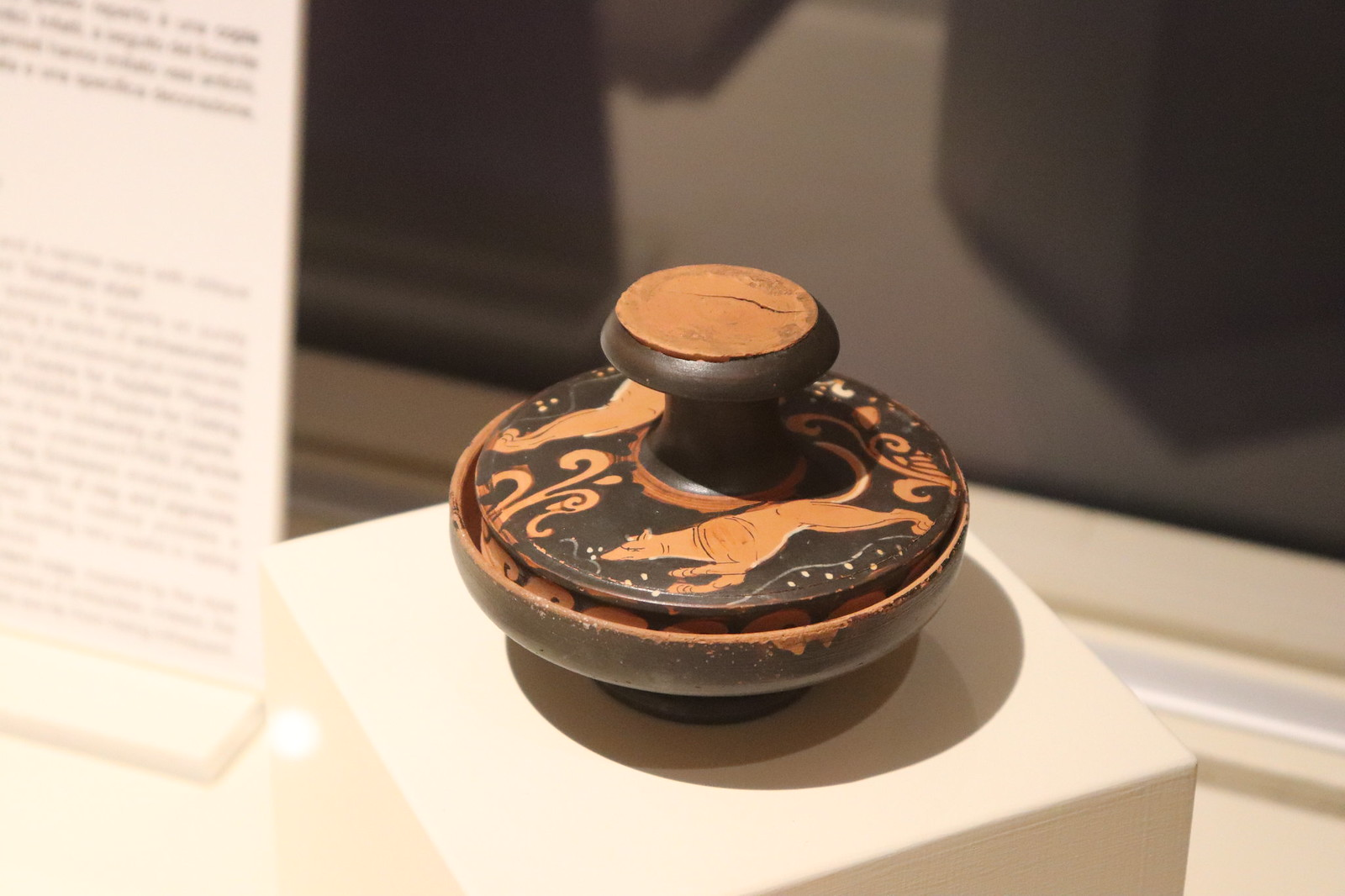
Cat. 11 - Lekanis
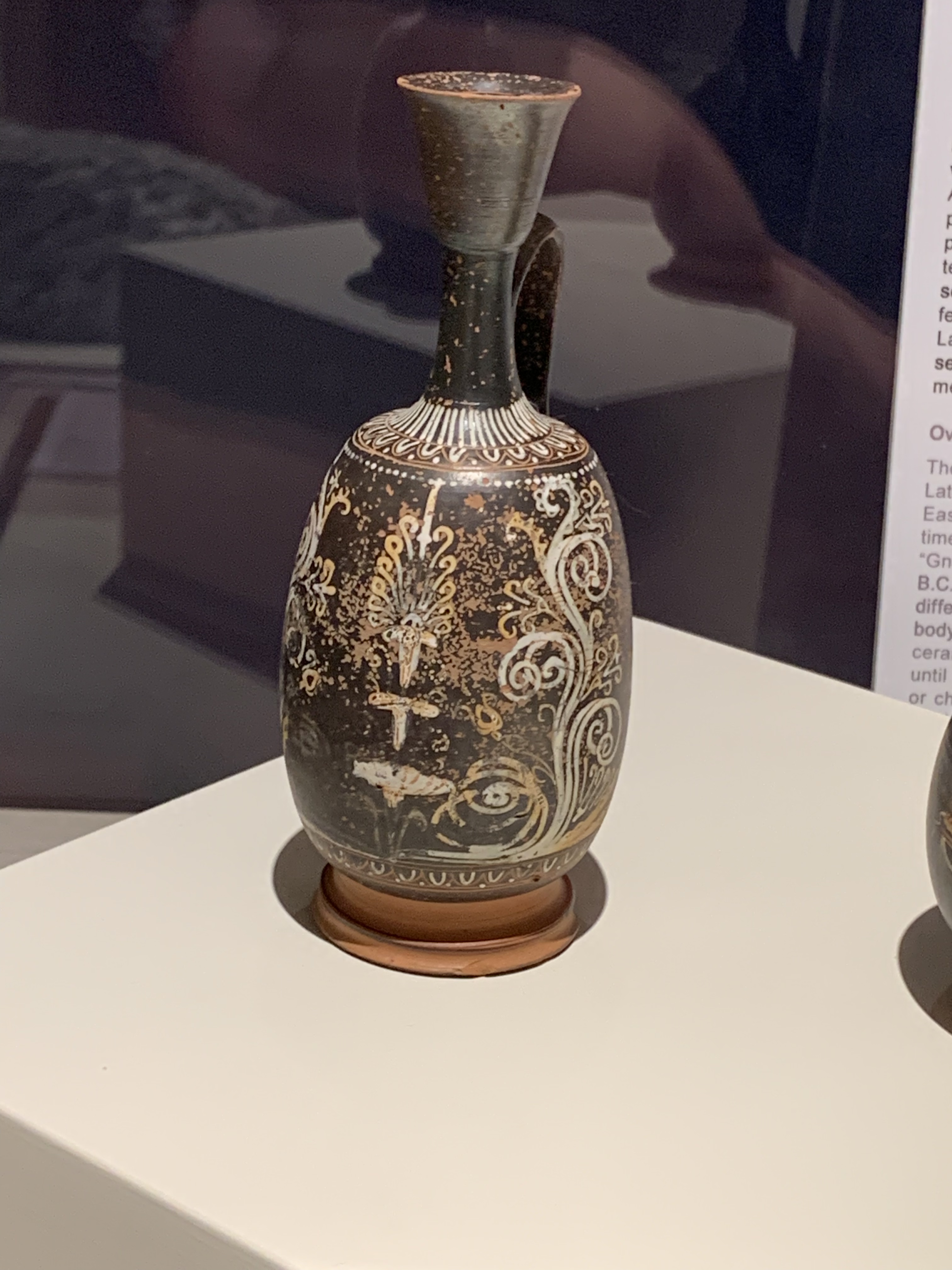
Cat. 12 - Lécythe
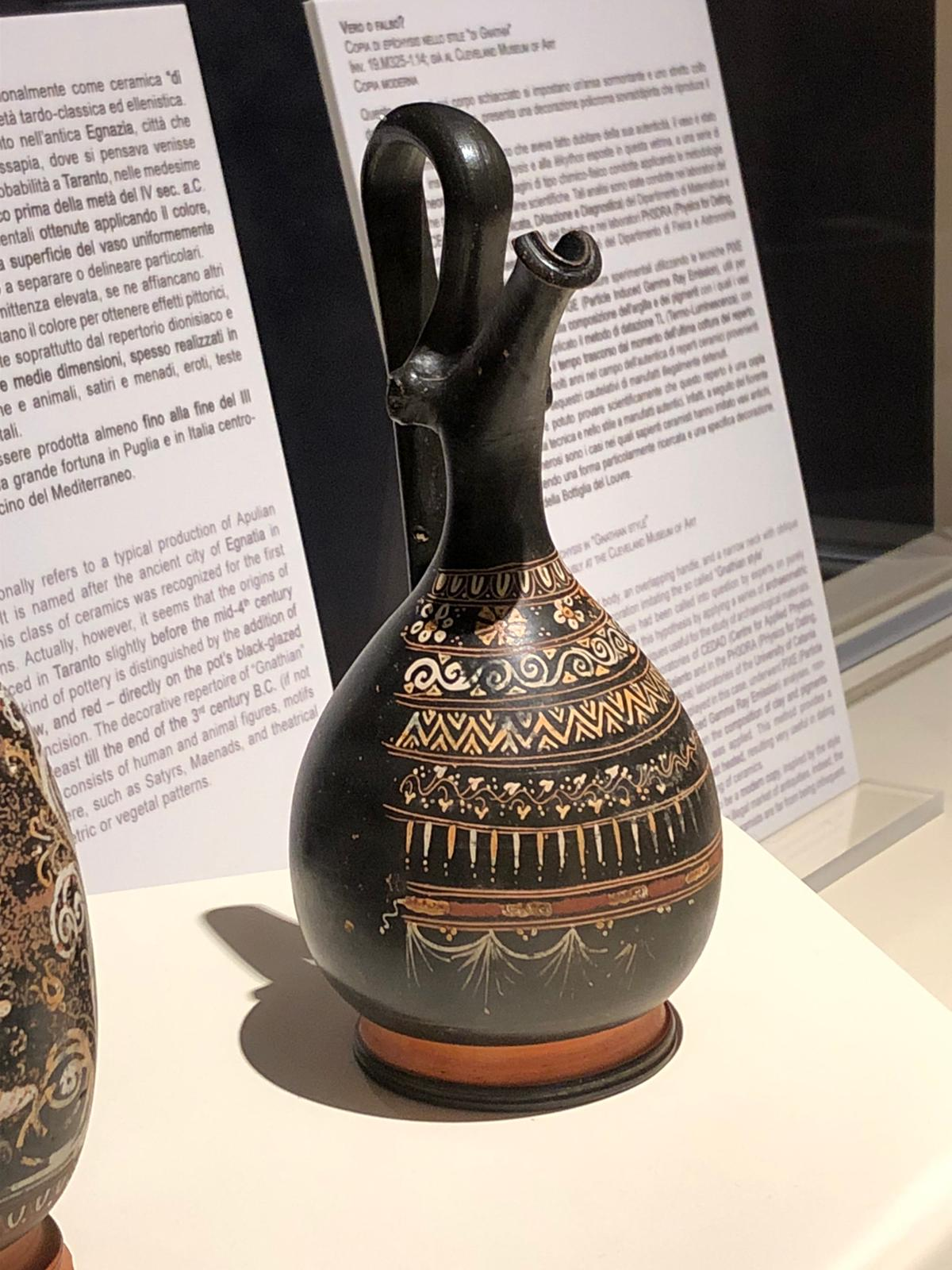
Cat. 13 - Epichysis
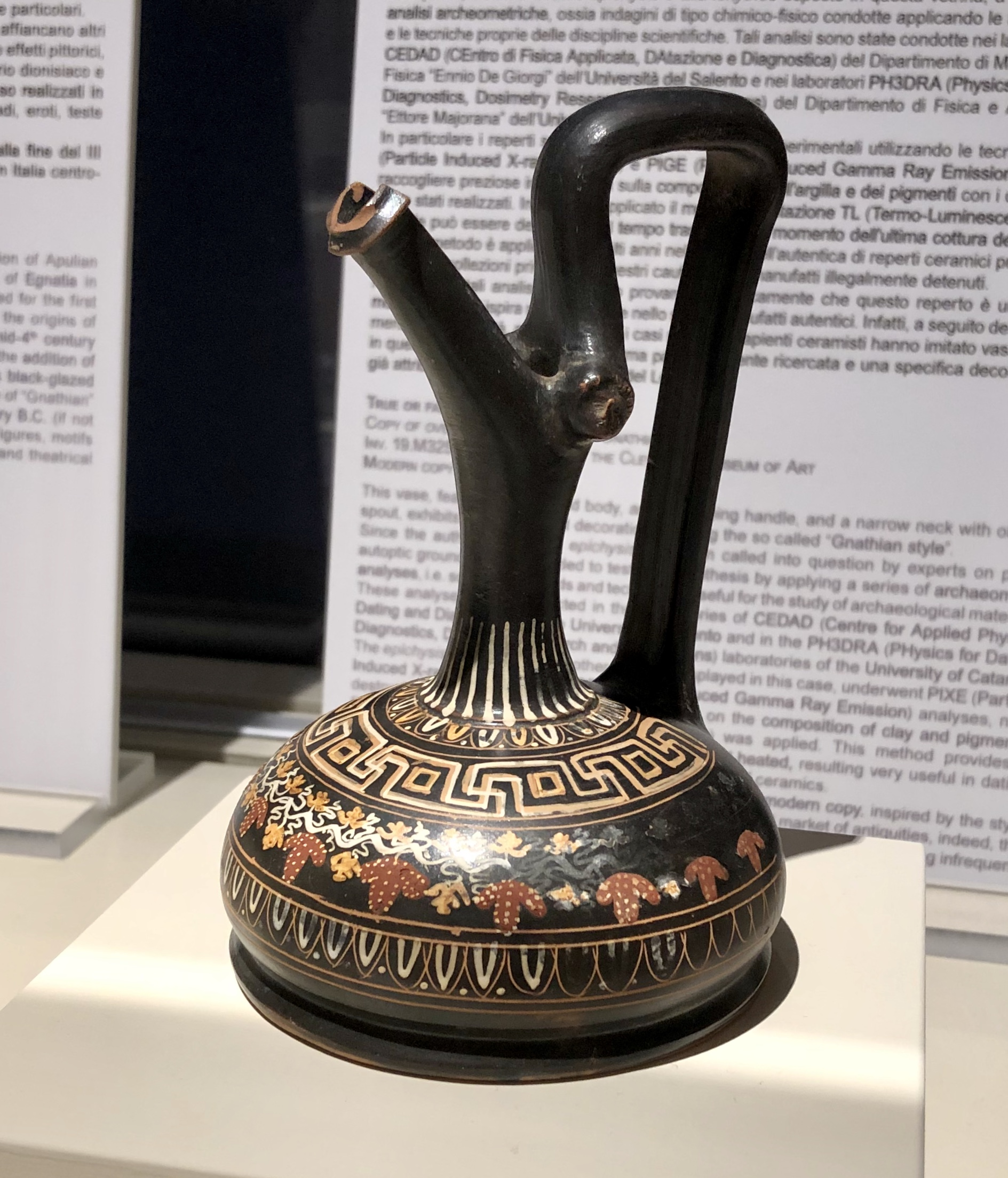
Cat. 14 - Fausse épichysis apulienne

## Catalogue
(it) Eva degl'Innocenti, Anna Consonni, Luca di Franco, Lorenzo Mancini, Mitomania. Storie ritrovate di uomini ed eroi, Rome, Gangemi Editore, 2019, 111 p. (ISBN 978-88-492-3703-0)